# Стрябков, Константин Иванович
Константин Иванович Стрябков (род. 21 июня 1984) — российский самбист, призёр чемпионатов России по боевому самбо, мастер спорта России.

## Спортивные достижения
- Чемпионат России по боевому самбо 2013 года — ;
- Чемпионат России по боевому самбо 2014 года — ;